# Dmitrovskij
Il quartiere Dmitrovskij (in russo Дмитровский район?) è un quartiere di Mosca sito nel Distretto Settentrionale.
Ospita dieci imprese industriali di grandi dimensioni - tra cui attive nei settori di edilizia, energia, meccanica di precisione e realizzazione di impianti industriali - e due istituti di ricerca: l'istituto di fisica delle alte temperature dell'Accademia russa delle scienze e l'istituto "V. P. Gorjačkin" di ingegneria agraria.